# Remy Gardner

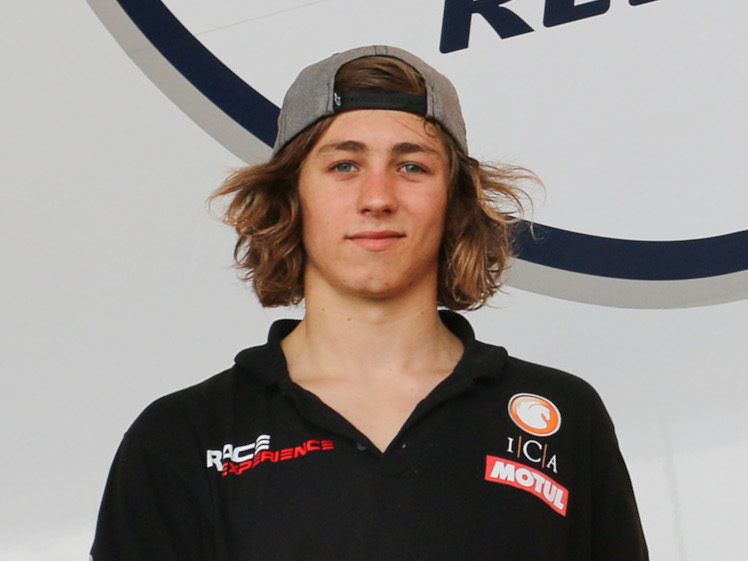
Remy Gardner

Remy Christopher Gardner (Sydney, 24 februari 1998) is een Australisch motorcoureur. Hij is de zoon van Wayne Gardner, de 500 cc-wereldkampioen van 1987. In 2021 werd hij zelf wereldkampioen in de Moto2.

## Carrière
Gardner begon zijn motorsportcarrière in het motorcross. Op tienjarige leeftijd stapte hij over naar het circuitracen. In 2010 nam hij deel aan een aantal Australische kampioenschappen, voordat hij in 2011 verhuisde naar Spanje om deel te nemen aan het mediterraans kampioenschap. Tussen 2012 en 2014 nam hij deel aan het Spaanse Moto3-kampioenschap, waarin hij achtereenvolgend 26e, zestiende en negende werd in het kampioenschap. In zijn laatste seizoen behaalde hij zijn enige podiumplaats op het Circuito de Albacete. Aan het einde van 2014 debuteerde hij in de Moto3-klasse van het wereldkampioenschap wegrace op een Kalex KTM in de Grand Prix van San Marino als vervanger van de geblesseerde Luca Grünwald. In Australië reed hij daarnaast op een KTM als vervanger van de geblesseerde Eric Granado, en in Maleisië mocht hij als wildcardcoureur deelnemen. In de laatste race wist hij met een vijftiende plaats zijn eerste punt te scoren.
In 2015 kwam Gardner fulltime uit in het wereldkampioenschap Moto3 op een Mahindra. Op een motor die minder krachtig was dan de rest van het veld kende hij een moeilijk debuutseizoen, waarin een tiende plaats tijdens zijn thuisrace zijn enige puntenfinish was. Met 6 punten werd hij dertigste in de eindstand.
In 2016 zou Gardner in het wereldkampioenschap Moto2 uitkomen voor AGP Racing, maar het team trok zich voor de start van het seizoen terug. In plaats daarvan begon hij het jaar in het Spaanse Moto2-kampioenschap. In zijn laatste race op het Circuit de Barcelona-Catalunya behaalde hij de overwinning. Hierna stapte hij alsnog over naar het wereldkampioenschap Moto2 bij het team Tasca Racing op een Kalex als vervanger van Alessandro Tonucci. Hij eindigde driemaal in de punten, waaronder in zijn eerste race in Catalonië. Met 8 punten eindigde hij op plaats 26 in het kampioenschap.
In 2017 nam Gardner deel aan zijn eerste volledige seizoen in het wereldkampioenschap Moto2 bij het team van Tech 3. Nadat hij in de eerste twee races crashte, moest hij de derde race in Texas missen vanwege een blessure. Gedurende het seizoen eindigde hij steeds vaker in de punten, met een negende plaats in Tsjechië als hoogtepunt. Met 23 punten eindigde hij op plaats 21 in het klassement.
In 2018 bleef Gardner actief bij het team van Tech 3. Al vroeg in het seizoen brak hij beide benen en een enkel tijdens een trainingsongeluk, waardoor hij drie races moest missen. Hierna keerde hij terug en behaalde hij tijdens de seizoensfinale in Valencia zijn beste resultaat met een vijfde plaats. Met 40 punten werd hij negentiende in de eindstand.
In 2019 stapte Gardner over naar het SAG Team, waar hij op een Kalex uitkwam. In de tweede race in Argentinië behaalde hij zijn eerste podiumplaats in het wereldkampioenschap. Daarnaast stond hij tijdens de TT van Assen op pole position. Met 77 punten werd hij vijftiende in het kampioenschap.
In 2020 behaalde Gardner pole position in Oostenrijk en stond hij in Stiermarken op het podium. Vervolgens moest hij twee races missen vanwege breuken in zijn hand en voet. In Frankrijk en Europa behaalde hij nog twee podiumplaatsen. In de seizoensfinale in Portugal behaalde hij de pole position, de snelste ronde en de eerste Grand Prix-zege uit zijn carrière. Met 135 punten werd hij zesde in het eindklassement.
In 2021 stond Gardner in acht van de eerste negen races van het seizoen op het podium. In deze reeks behaalde hij drie opeenvolgende zeges in Italië, Catalonië en Duitsland. In de rest van het seizoen behaalde hij nog twee overwinningen in Groot-Brittannië en de Algarve en stond hij in twee andere races op het podium. Hij was het hele seizoen in gevecht met zijn teamgenoot Raúl Fernández in de strijd om de wereldtitel, die hij in de seizoensafsluiter in Valencia veilig wist te stellen. Hij behaalde uiteindelijk 311 punten tijdens het seizoen, vier meer dan Fernández.

## Statistieken

### Grand Prix

#### Per seizoen
| Seizoen | Klasse | Motor     | Team                              | Races | Winst | Podiums | Poles | SR | Ptn | Pos |
| ------- | ------ | --------- | --------------------------------- | ----- | ----- | ------- | ----- | -- | --- | --- |
| 2014    | Moto3  | Kalex KTM | Kiefer Racing                     | 1     | 0     | 1       | 1     | 0  | 0   | 32e |
| 2014    | Moto3  | KTM       | Team Laglisse Calvo               | 2     | 0     | 0       | 0     | 0  | 1   | 32e |
| 2015    | Moto3  | Mahindra  | CIP                               | 18    | 0     | 0       | 0     | 0  | 6   | 30e |
| 2016    | Moto2  | Kalex     | Tasca Racing Scuderia Moto2       | 12    | 0     | 0       | 0     | 0  | 8   | 26e |
| 2017    | Moto2  | Tech 3    | Tech 3 Racing                     | 17    | 0     | 0       | 0     | 0  | 23  | 21e |
| 2018    | Moto2  | Tech 3    | Tech 3 Racing                     | 15    | 0     | 0       | 0     | 0  | 40  | 19e |
| 2019    | Moto2  | Kalex     | ONEXOX TKKR SAG Team              | 18    | 0     | 1       | 1     | 1  | 77  | 15e |
| 2020    | Moto2  | Kalex     | ONEXOX TKKR SAG Team              | 13    | 1     | 4       | 2     | 1  | 135 | 6e  |
| 2021    | Moto2  | Kalex     | Red Bull KTM Ajo                  | 18    | 5     | 12      | 3     | 3  | 311 | 1e  |
| 2022    | MotoGP | KTM       | Tech 3 KTM Factory Racing         | 20    | 0     | 0       | 0     | 0  | 13  | 23e |
| 2024    | MotoGP | Yamaha    | Monster Energy Yamaha MotoGP Team | 3     | 0     | 0       | 0     | 0  | 0   | 26e |
| Totaal  | Totaal | Totaal    | Totaal                            | 137   | 6     | 17      | 6     | 5  | 614 |     |

#### Per klasse
| Klasse | Seizoenen       | 1e GP           | 1e podium       | 1e winst        | Races | Winst | Podiums | Poles | SR | Ptn | Kampioen |
| ------ | --------------- | --------------- | --------------- | --------------- | ----- | ----- | ------- | ----- | -- | --- | -------- |
| Moto3  | 2014-2015       | San Marino 2014 |                 |                 | 21    | 0     | 0       | 0     | 0  | 7   | 0        |
| Moto2  | 2016-2021       | Catalonië 2016  | Argentinië 2019 | Portugal 2020   | 93    | 6     | 17      | 6     | 5  | 594 | 1        |
| MotoGP | 2022, 2024      | Qatar 2022      |                 |                 | 23    | 0     | 0       | 0     | 0  | 13  | 0        |
| Totaal | 2014-2022, 2024 | 2014-2022, 2024 | 2014-2022, 2024 | 2014-2022, 2024 | 137   | 6     | 17      | 6     | 5  | 614 | 1        |

#### Races per jaar
(vetgedrukt betekent pole positie; cursief betekent snelste ronde)
| Jaar | Klasse | Motor     | 1       | 2       | 3      | 4       | 5       | 6      | 7       | 8       | 9      | 10      | 11      | 12     | 13      | 14     | 15      | 16      | 17      | 18      | 19     | 20     | Pos | Ptn |
| ---- | ------ | --------- | ------- | ------- | ------ | ------- | ------- | ------ | ------- | ------- | ------ | ------- | ------- | ------ | ------- | ------ | ------- | ------- | ------- | ------- | ------ | ------ | --- | --- |
| 2014 | Moto3  | Kalex KTM | QAT     | AME     | ARG    | SPA     | FRA     | ITA    | CAT     | NED     | DUI    | INP     | TSJ     | GBR    | SMR 27  | ARA    | JPN     |         |         |         |        |        | 32  | 1   |
| 2014 | Moto3  | KTM       |         |         |        |         |         |        |         |         |        |         |         |        |         |        |         | AUS 26  | MAL 15  | VAL     |        |        | 32  | 1   |
| 2015 | Moto3  | Mahindra  | QAT DNF | AME 18  | ARG 19 | SPA 25  | FRA DNF | ITA 23 | CAT 25  | NED 26  | DUI 23 | INP 17  | TSJ 17  | GBR 17 | SMR DNF | ARA 19 | JPN DNF | AUS 10  | MAL 22  | VAL DNF |        |        | 30  | 6   |
| 2016 | Moto2  | Kalex     | QAT     | ARG     | AME    | SPA     | FRA     | ITA    | CAT 15  | NED 10  | DUI 12 | OOS 19  | TSJ 21  | GBR 20 | SMR 19  | ARA 19 | JPN 19  | AUS DNF | MAL 13  | VAL 18  |        |        | 26  | 8   |
| 2017 | Moto2  | Tech 3    | QAT DNF | ARG DNF | AME    | SPA 22  | FRA 20  | ITA 14 | CAT 19  | NED 16  | DUI 12 | TSJ 9   | OOS 15  | GBR 20 | SMR 12  | ARA 20 | JPN 12  | AUS 15  | MAL DNF | VAL 22  |        |        | 21  | 23  |
| 2018 | Moto2  | Tech 3    | QAT 12  | ARG 6   | AME 17 | SPA     | FRA     | ITA    | CAT 15  | NED 18  | DUI 11 | TSJ DNF | OOS DNF | GBR C  | SMR 12  | ARA 19 | THA 12  | JPN 15  | AUS DNF | MAL DNF | VAL 5  |        | 19  | 40  |
| 2019 | Moto2  | Kalex     | QAT 4   | ARG 2   | AME 11 | SPA DNS | FRA DNF | ITA 13 | CAT DNF | NED DNF | DUI 13 | TSJ 16  | OOS DNF | GBR 4  | SMR DNF | ARA 13 | THA 12  | JPN DNF | AUS 6   | MAL 14  | VAL 15 |        | 15  | 77  |
| 2020 | Moto2  | Kalex     | QAT 5   | SPA 7   | AND 14 | TSJ 13  | OOS DNF | STI 3  | SMR DNS | EMI     | CAT 16 | FRA 2   | ARA 5   | TER 4  | EUR 3   | VAL 7  | POR 1   |         |         |         |        |        | 6   | 135 |
| 2021 | Moto2  | Kalex     | QAT 2   | DOH 2   | POR 3  | SPA 4   | FRA 2   | ITA 1  | CAT 1   | DUI 1   | NED 2  | STI 4   | OOS 7   | GBR 1  | ARA 2   | SMR 2  | AME DNF | EMI 7   | ALG 1   | VAL 10  |        |        | 1   | 311 |
| 2022 | MotoGP | KTM       | QAT 15  | INA 21  | ARG 17 | AME 20  | POR 14  | SPA 20 | FRA DNF | ITA 19  | CAT 11 | DUI 15  | NED 19  | GBR 18 | OOS 20  | SMR 19 | ARA 16  | JPN 19  | THA DNF | AUS 15  | MAL 18 | VAL 13 | 23  | 13  |
| 2024 | MotoGP | Yamaha    | QAT     | POR     | AME    | SPA     | FRA     | CAT    | ITA     | NED     | DUI 19 | GBR 18  | OOS     | ARA    | SMR     | EMI    | INA     | JPN 17  | AUS     | THA     | MAL    | SOL    | 26  | 0   |